# 維羅納 (內布拉斯加州)
維羅納（英語：Verona）是位於美國內布拉斯加州克萊縣的非建制地區。

## 歷史
維羅納的郵局於1887年設立，其後於1954年停運。

## 地理
維羅納所處的海拔為高於海平面540米（即1772英呎），而該地所採用的時區為UTC-6，即北美中部时区（CST）。同時該地設有夏令時間，為UTC-6調快一小時，即UTC-5（CDT）。